# Das große Spiel (Buch)
Das große Spiel (Originaltitel: Ender’s Game) ist ein Military-Science-Fiction-Roman von Orson Scott Card. Die Geschichte wurde im August 1977 als Kurzgeschichte in Analog Science Fiction and Fact  veröffentlicht und im Jahr 1985 zu einem Roman ausgebaut. Das Buch wurde zweimal als bester Science-Fiction-Roman ausgezeichnet: 1985 mit dem Nebula Award und 1986 mit dem Hugo Award.
Dem Buch folgten bis 2013 mehrere Fortsetzungen (Ender-Serie) und Parallelerzählungen (Shadow-Serie), weitere sind in Planung.
Der Roman zeichnet sich durch eine besondere Erzählform aus, die den Leser das Geschehen aus zwei Blickwinkeln erleben lässt. Zu Beginn jedes Kapitels befindet sich ein kurzer Abschnitt, der Dialoge zwischen den Personen wiedergibt, die Ender überwachen.  Dem Leser wird über Gespräche der Ausbilder eine Ahnung von der Manipulation vermittelt – das volle Ausmaß wird jedoch, ebenso wie für Ender selbst, erst am Ende deutlich.

## Handlung
In einer möglichen Zukunft der Erde: Der Planet ist überbevölkert und immer noch in den Ost-West-Konflikt verstrickt. Da jedoch insektoide Außerirdische die Erde angegriffen haben, haben sich der Westen und der Warschauer Pakt, der inzwischen auch über ganz Deutschland, Belgien und die Niederlande herrscht, darauf geeinigt, ein gemeinsames Militär zu schaffen: die Internationale Flotte (IF). Ein zweiter Angriff der sogenannten Krabbler (engl. Original: Bugger) wird, nachdem sie die menschliche Hauptflotte bereits vernichtet haben, auf sensationelle Art und Weise von einem bis dahin unbekannten, mit einer zahlenmäßig weit unterlegenen Truppe ausgestatteten Kommandanten namens Mazer Rackham am Saturn abgewehrt. Seit dieser Zeit erfolgte kein Angriff mehr, aber die Gefahr einer dritten Invasion ist allgegenwärtig und beherrscht das Leben auf der Erde.
Das Buch beginnt achtzig Jahre später auf der Erde in den USA: Die Familie Wiggin hat auf Wunsch der Regierung drei Kinder zur Welt gebracht (erlaubt sind eigentlich nur zwei), den  jetzt zehn Jahre alten Peter, die achtjährige Valentine und den sechsjährigen Andrew, genannt Ender. Peter und Valentine wurden für die Ausbildung zum Raumkommandeur in Betracht gezogen, doch war Peter zu brutal, Valentine dagegen zu sanftmütig. So wurde Enders Geburt zugelassen und er scheint genau in der Mitte seiner Geschwister zu liegen. Wie sie auch wurde er von Geburt an mittels eines als Monitor bezeichneten Gerätes im Nacken überwacht, der es den Beobachtern erlaubte, durch seine Augen zu sehen und mit seinen Ohren zu hören und so zu beurteilen, ob das Kind die gesuchten Qualitäten besitzt. An seinem sechsten Geburtstag wird der Monitor entfernt und Ender scheinbar sich selbst überlassen. Als Drittgeborener (genannt „Dritt“) ist Ender schlecht angesehen und seine außerordentliche Intelligenz sorgt für Neider. Der Monitor hatte bislang dafür gesorgt, dass niemand wirkliche Übergriffe wagte. Als der Monitor weg ist, wird Ender nach Schulschluss von einer Gruppe Kinder abgefangen, die nur auf die Gelegenheit gewartet haben, ihren Neid an ihm auszulassen. Ender wehrt sich und schlägt Stilson, den Anführer, zu Boden. Um weitere Angriffe an den Folgetagen zu verhindern, beschließt er, den bereits besiegten Stilson brutal zu misshandeln und droht, das mit jedem zu machen, der ihn angreift (gegen Ende des Buches erfährt man, dass Ender Stilson dabei unwissentlich tötet).
Ender kehrt nicht mehr in die Schule zurück. Am nächsten Morgen bekommt die Familie Besuch von Oberst Graff, der Ender einlädt, zur Kampfschule der Flotte zu kommen, die sich im Weltraum befindet. Was Ender nicht weiß, ist, dass die IF verzweifelt einen Führer der Raumflotte braucht und außer ihm kein Kandidat in Sicht ist. Graff stellt ihn schon vor dem Raketenstart vor seiner Gruppe als „den Einzigen mit etwas im Kopf“ heraus und leitet damit seinen Plan ein, Ender in eine Position der Isolation zu bringen, ihn auf sich allein gestellt dastehen zu lassen. Er soll lernen, dass er niemals bei anderen Hilfe finden kann, wenn er sich nicht selbst hilft. Prompt beginnt ein Kind namens Bernard ihn während des Fluges mit kleinen Attacken zu ärgern. Ender erkennt schnell das Muster hinter den Angriffen und greift den Arm des Kindes, als es ihn abermals schlagen will. Er reißt am Arm, vergisst aber die Schwerelosigkeit. Bernard wird durch den Shuttle geschleudert und bricht sich den Arm.
In der Kampfschule zeigen sich Enders Empathie-Qualitäten, zum Beispiel gelingt es ihm, die zur Taktik-Schulung verwendeten Videospiele in kürzester Zeit zu durchschauen und sowohl die Computergegner als auch menschliche Gegner chancenlos zu besiegen. Die größeren Kinder tun so, als würden sie ihn auslachen, übernehmen aber schnell die Taktiken, die sie bei Ender gesehen haben. In seiner Startgruppe beginnt Bernard eine Bande zu bilden, um sie zur Rache an Ender einzusetzen. Mit Geschick kann Ender einen gemeinsamen Freund von ihm und Bernard als Leitfigur vorschieben und die Gruppe einigen.
Während ihrer Zeit in der Kampfschule bekommen die Kinder eine Art Pad, den sie als Schreib- und Lernwerkzeug benutzen und auf dem ein psychologisches Spiel – das Fantasy-Spiel – läuft. Es ist eine Art Adventure-Game mit vielen kleinen Aufgaben. In den Ausbilderdialogen zeigt sich, dass die Spielweise der Kinder analysiert wird. Eine Aufgabe im Spiel ist bewusst unlösbar gestaltet: ein Riese, der zwei Tränke zur Wahl stellt, von denen angeblich einer Gift ist; der andere bringe den Spieler ins „Märchenland“. Aber jedes Mal ist es Gift. Ender versucht es so lange, dass seine Ausbilder bei ihm eine mögliche Neigung zum Suizid vermuten. Als Ender abrupt und viel zu früh aus seiner Startergruppe in eine Armee versetzt wird (siehe unten), bringt ihn seine Stimmung darauf, die Tränke zu ignorieren und den Riesen anzugreifen. Er hat Erfolg und gelangt zur Überraschung der beobachtenden Ausbilder ins „Märchenland“, was vorher für unmöglich gehalten wurde.
Für Ender bedeutet dieser Erfolg eine psychologische Krise. Zu Hause hatte er unter den Schikanen seines grausamen älteren Bruders Peter zu leiden, er sagt sich immer, dass er nicht wie Peter sei – aber die Auseinandersetzung mit Stilson, mit Bernard, andere Zwischenfälle wie auch der Sieg über den Riesen bringen ihn darauf, dass er Peters Aggressivität doch besitze, aber nur besser darin sei, sie gezielt einzusetzen. Er fürchtet diese Seite seiner Persönlichkeit.
Auf das Märchenland folgt im Fantasy-Spiel ein Land „am Ende der Welt“, das die Ausbilder noch weiter verstört. Denn das „Märchenland“ wurde im bekannten Teil des Spieles immerhin erwähnt, das „Ende der Welt“ ist dagegen vollkommen unbekannt. Das Fantasy-Spiel ist zwar dafür geschaffen worden, auf die Gedanken des jeweiligen Kindes einzugehen, aber dieser Grad von Anpassung ist neu. Am Ende der Welt gelangt Ender in den Turm eines Schlosses, wo ihn eine Schlange angreift. Er tötet sie und findet einen Spiegel, aus dem ihn Peters Gesicht anblickt. Entsetzt wirft Ender seinen Pad weg, und genauso entsetzt fragen sich die Ausbilder, was das Fantasy-Spiel hiermit bezweckt. Dass Enders Angst vor Peters Persönlichkeit einer seiner Hauptantriebe ist, verstehen sie noch nicht.
Die eigentliche Ausbildung in der Kampfschule findet durch ein Kriegspiel statt, bei dem die Kinder in Armeen von 40 Soldaten (eingeteilt in vier Gruppen) unter einem Kommandeur in schwerelosen Kampfräumen gegeneinander antreten müssen. Sobald es Ender geschafft hat, Bernard zu befrieden, wird er befördert und kommt jung und unerfahren in eine solche Armee. Bonzo de Madrid, sein Kommandeur, hasst ihn dafür, weil Enders Platz dadurch frei wurde, dass einer seiner Gruppenführer wegbefördert wurde. Bonzo will seine Armee durch Ender nicht durcheinanderbringen lassen und verbietet ihm, mitzutrainieren oder zu kämpfen. Stattdessen will er ihn möglichst schnell wegtauschen. Ender findet einen Ausweg, indem er beginnt, in seiner Freizeit mit seinen Freunden aus der Anfängergruppe selbst zu trainieren. Ein Versuch größerer Kinder, die Gruppe zu verprügeln, endet damit, dass Enders Gruppe durch die neuen Taktiken, die sie erfunden hat, die größeren ausschaltet. Danach kommen andere, größere Kinder hinzu, die Enders Talent erkannt haben, von ihm lernen wollen und ihn durch ihre Anwesenheit beschützen. Als Ender schließlich in einem der regulären Armeekämpfe seine Anweisung ignoriert, nicht mitzukämpfen, und dadurch die Niederlage seiner Armee verhindert, wird er von seinem Kommandeur weggetauscht. Für Bonzo ist Gehorsam wichtiger als alles andere, er ist nicht im Stande, Enders Talent zu erkennen und zu nutzen.
In seiner neuen Armee darf Ender mittrainieren und kämpfen und lernt schnell, dass die Taktiken der Kinder stark schematisch sind. Trotzdem passt er sich seiner Armee an, lernt die Grundlagen des Kampfspieles und findet sich schnell an der Spitze der Vergleichstabellen wieder.
Parallel dazu auf der Erde: Peter, Enders Bruder, bemerkt durch seine Recherchen im weltweiten Computernetzwerk (vergleichbar mit dem Internet), dass der Warschauer Pakt heimlich Truppen an seine Westgrenze verlegt. Da aber niemand einem Kind glauben würde und die IF gleichermaßen von Ost und West kontrolliert wird, sieht er keine Möglichkeit, die Öffentlichkeit darüber in Kenntnis zu setzen. Daher überredet er seine Schwester dazu, sich unter Pseudonymen im Netzwerk einen Namen zu machen und mit gegensätzlichen Ansichten die Öffentlichkeit langsam darauf aufmerksam zu machen. Peter will aber mehr: Er möchte sich selbst an die Spitze der Weltmacht stellen, einerseits um einen Krieg zu vermeiden, aber auch aufgrund seines Machthungers. In den Netzen tritt Valentine unter dem Pseudonym „Demosthenes“ auf und spielt den Demagogen, der gegen den Warschauer Pakt hetzt, Peter sucht als vorgeblicher Staatsmann „Locke“ Verständigung – beide jeweils im Gegensatz zu ihrer Persönlichkeit. Sie gewinnen wie erwartet Aufmerksamkeit und bekommen plangemäß eigene Kommentarspalten in Nachrichtennetzen angeboten.
Einige Zeit vergeht. Ender ist der beste Soldat der Kampfschule und ist Zugführer einer Armee geworden. Aber in seiner Entwicklung steckt er fest. Das Fantasy-Spiel bietet ihm keine Spielgelegenheiten mehr an, nur noch das „Märchenland“ und „das Ende der Welt“, wo er immer wieder Peter im Spiegelbild findet. Graff besucht Valentine auf der Erde und erfährt von der dominierenden Rolle, die Peter in Enders, aber auch Valentines Gedanken spielt. Von klein auf hat Valentine Ender immer wieder gesagt, dass er nicht wie Peter ist, und Enders Angst vor sich selbst damit beschwichtigt. Graff erkennt, dass Ender das jetzt braucht und veranlasst Val zu einem Brief, der genau dies aussagt. Ender durchschaut die Absicht und verzweifelt. Selbst Val wird gegen ihn instrumentalisiert. Er startet das Fantasy-Spiel und wählt eine Irrsinnslösung: Statt gegen die Schlange zu kämpfen, nimmt er ihren Kopf und hält ihn an seine Lippen. Aber die Schlange beißt nicht. Stattdessen küsst seine Spielfigur die Schlange, woraufhin sie sich in Valentine verwandelt und sich der Spiegel zu einem Durchgang öffnet. Enders geistige Blockade ist gelöst.
Kurz darauf wird für Ender eine neue Armee eingerichtet, aus vielen unerfahrenen Kindern und einigen älteren, die aber keine besondere Leistung gezeigt haben. Darüber hinaus wird ihm das Tauschen von Soldaten mit anderen Armeen verboten. Ender setzt mit diesen Kindern all die Ideen um, die ihn zum besten Soldaten der Kampfschule gemacht haben, und ist überrascht über die Qualitäten, die sie zeigen. Er bildet fünf statt der üblichen vier Gruppen und trainiert sie nicht auf den bisher üblichen Formationskampf, sondern auf Flexibilität und Eigeninitiative. Dadurch gelingt es ihm, in der kommenden Zeit alle Armeekämpfe überlegen zu gewinnen, obwohl die Schulführung die Kämpfe immer stärker zu seinen Ungunsten manipuliert.
Ender ist mittlerweile elf Jahre alt. Viele der älteren Kinder, vor allem sein erster Kommandeur Bonzo de Madrid, können seinen schnellen Aufstieg und seinen Erfolg nicht akzeptieren. Nach einem besonders unfairen Kampfspiel, das Ender nur durch Ausnutzen einer Regellücke gewinnt, lauern sie ihm in der Dusche auf. Ender schafft es, Bonzos spanisches Ehrgefühl auszunutzen und ihn zu einem Zweikampf zu bewegen. Es gelingt ihm, seine Kenntnisse aus einem Nahkampf-Kurs auszunutzen und Bonzo derart zu treffen, dass er gegen Duscharmaturen stürzt und nicht mehr aufsteht. Dass er dabei stirbt, erfährt Ender nicht. Nach diesem Kampf wird Ender vorzeitig aus der Kampfschule wegbefördert (normalerweise geschieht das mit 18 Jahren) und gemeinsam mit Oberst Graff zur Kommandoschule auf dem Asteroiden Eros überstellt.
Zuvor wird Ender jedoch zu einem Zwischenstopp zur Erde gebracht. Dort wird ein Besuch seiner Schwester Valentine arrangiert. Nach den ständigen Kämpfen auf der Schule ist Ender ausgebrannt, kann sich nicht mehr motivieren weiterzumachen. Seine Schwester soll ihm klarmachen, dass es die Menschheit wert ist, für sie zu kämpfen. Valentine ist entsetzt, wie seelenlos Ender inzwischen wirkt, ein Großteil seiner Empathie wurde ihm auf der Kampfschule abtrainiert. Obwohl er Valentines Absicht durchschaut, ihn im Auftrag Graffs zur Wiederaufnahme seiner Schullaufbahn zu überreden, gibt Ender schließlich nach. Allerdings sieht er sich endgültig verraten, ihm wird klar, dass er keinerlei Rückhalt und Geborgenheit erwarten darf, selbst Valentine, seine einzige Freundin, hat ihn schlussendlich hintergangen.
Auf der Kommandoschule wird Ender einem alten Mann vorgestellt, der ihn ausbilden soll: Niemand anders als der legendäre Kommandeur Mazer Rackham, der nach seinem Sieg über die Krabbler auf einen Dilatationsflug geschickt wurde, soll seine Ausbildung beenden. Als Unterkommandeure stellt man Ender die Kinder aus der Schule zur Seite, mit denen er dort am besten zurechtkam. Mit ihnen zusammen soll er in simulierten Raumschlachten lernen, wie man die Krabbler besiegt. Rackham erklärt Ender, dass er die Krabbler nur durch einen Zufall besiegen konnte: Er bemerkte seinerzeit, dass die Flotte des Feindes ein Schiff besonders schützte und konzentrierte seine gesamte Feuerkraft darauf. Mit Erfolg, denn die Krabbler sind ein Staatenvolk, und in diesem Schiff befand sich die Königin. Ohne diese fehlt den Einzelwesen die Intelligenz und der Kampf ist zu Ende.
Ender erfährt, dass die Menschen den Krabblern einiges an Technologie abschauen konnten, z. B. Kontrolle der Gravitation und ein Gerät zur überlichtschnellen Kommunikation. Dazu konnte ein Gerät entwickelt werden, das ein molekülauflösendes Feld erzeugt und alles in seinem Wirkungsbereich zu Staub werden lässt, den „Kleinen Doktor“. Das Feld des Kleinen Doktor ist selbstverstärkend. Solange es Materie findet, verzehrt es sie und breitet sich aus, wodurch eine Kettenreaktion möglich ist.
Ender lernt auch, dass die Menschheit einen Präventivangriff vorbereitet. Sobald die Krabbler-Technik verstanden wurde und der Kleine Doktor entwickelt war, wurden Schiffe zu den Krabbler-Welten geschickt. Was fehlt, ist jemand, der die Flotte mit dem Überlichtfunkgerät kommandieren kann, und dies soll Ender in vielen Kampfsimulationen lernen. Die Ausbildung ist intensiv und zermürbend und belastet die Kinder bis zum Zusammenbruch, weil der Gegner mit jedem Kampf dazulernt. Als Abschlussprüfung soll Ender eine letzte Kampfsimulation bestehen: Er soll mit einer kleinen, hoffnungslos in Unterzahl befindlichen Flotte den Heimatplaneten der Krabbler angreifen und eine ihm tausendfach überlegene Flotte besiegen. Wieder verzweifelt Ender vor der unlösbaren Aufgabe. Er beschließt, sie auf eine Art und Weise zu lösen, die ihn als Kommandeur vollkommen disqualifiziert: Er greift nicht die Flotte, sondern direkt den Planeten an, opfert dabei den größten Teil seiner Schiffe und setzt den Kleinen Doktor zur Zerstörung des Planeten ein. Als Folge wird durch die Kettenreaktion auch die feindliche Flotte zerstört.
Zu seiner Verwunderung wird er nicht hinausgeworfen. Stattdessen feiern und jubeln alle Anwesenden. Ender muss erfahren, dass schon seit längerer Zeit die Simulationen keine solchen mehr waren, sondern echte Kämpfe gegen die Krabbler, in denen ihre Kolonialwelten besiegt wurden, und dass dieser Kampf der Endkampf gegen ihre Heimatwelt war. Es gibt keine Krabbler mehr. Die Spezies ist vernichtet. Ender bricht zusammen.
Als auf der Erde bekannt wird, dass der Krieg gegen die Krabbler vorbei ist, bricht augenblicklich der von Peter befürchtete Krieg zwischen Ost und West aus. Valentine als Demosthenes und Peter als Locke haben aber mittlerweile genug Einfluss gewonnen, um den Westen auf diesen Krieg vorbereiten zu können. Mit einem Erstschlag können die westlichen Truppen strategische Ressourcen sichern, unter anderem auch die Kinder in der Kampfschule. Auch aufgrund von Enders Status als Retter der Menschheit, der angeblich auf der Seite des Westens steht, hat der Osten mit Desertationen zu kämpfen und verliert letztendlich. Ein Friedensvertrag wird durch Peter vorgeschlagen und breit unterstützt. Der Warschauer Pakt scheidet aus der Flotte aus und zieht sich zurück. Peter Wiggin steigt zum Führer des Westens auf.
Valentine fürchtet, dass Peter Ender nun für sich instrumentalisieren könnte, und schlägt vor, dass sie und Ender die Erde verlassen, um mit anderen die nun unbewohnten Krabblerwelten zu kolonisieren. Dort findet Ender nach einiger Zeit etwas Erstaunliches. Genau das Szenario, das ihm das Fantasy-Spiel immer am „Ende der Welt“ zeigt, steht dort als Bauwerk, darunter auch der Schlossturm, in dem er mit der Schlange konfrontiert wurde. Hinter dem Spiegel befindet sich ein Kokon, der die verpuppte letzte Krabblerkönigin enthält. Sie nimmt mit Ender telepathisch Kontakt auf und erzählt ihm, dass es seinerzeit die Krabbler waren, die seinen Computer manipulierten. Da sie eine verbale oder schriftliche Kommunikation nicht kannten, versuchten sie auf diesem Wege, Ender davon abzubringen, sie zu vernichten. Die Krabbler wollten nie Krieg führen, doch aufgrund ihrer Mentalität, die kein Individuum außer den Königinnen kennt, verstanden sie nicht, dass die Tötung einiger Einzelwesen bei den Menschen ein Verlangen nach Vergeltung auslösen würde. Erst im Lauf der zweiten Krabblerinvasion verstanden die Königinnen, dass sie es hier mit einer ganz anderen, aber trotzdem intelligenten Spezies zu tun hatten, und beendeten sofort alle Angriffe.
Ender schreibt unter dem Pseudonym „Sprecher für die Toten“ ein Buch – „Die Schwarmkönigin“. Darin verarbeitet er das, was ihm die Königin über die Entstehung und Lebensweise ihres Volkes erzählt hat, zu einer Geschichte der Krabbler aus ihrer eigenen Sicht und schafft es so, den Menschen klarzumachen, welches Verbrechen begangen wurde. Noch ein zweites Buch entsteht: „Der Hegemon“, die Lebensgeschichte von Peter Wiggin. In der Zeit des Weltraumfluges, als Ender wegen der Zeitdilatation kaum alterte, herrschte sein Bruder über die Erde und ist nun ein alter Mann. Beide Werke zusammen bedeuten auf der Erde nicht besonders viel, aber in den Kolonien werden sie zu einer Religion.
Ender leidet nun noch mehr darunter, eine ganze empfindsame Spezies ausgelöscht zu haben. Als Buße setzt er sein Leben daran, für die letzte Königin eine Welt zu finden, wo sie schlüpfen und ihr Volk neu entstehen lassen kann. Gemeinsam mit Valentine beginnt er die lange Suche.

## Rezeption
Der Roman wurde 1985 mit dem Nebula Award als bester Roman sowie im Folgejahr mit dem Hugo Award als bester Roman ausgezeichnet. Gleichwohl ist das Buch nicht ohne Kritiker: 1987 schrieb Cards Autorenkollegin Elaine Radford einen Aufsatz, in dem sie die Brutalität des Romans und die von ihr wahrgenommenen faschistischen Tendenzen kritisiert. Radford bezeichnet ihre Kritik inzwischen als veraltet und empfiehlt das im Jahr 2004 von John Kessel veröffentlichte, umfassende Essay „Erschaffung des unschuldigen Mörders: Das große Spiel, Absicht und Moral“. Kessel diskutiert hierin vor allem Cards unrealistische, unlogische und verlogene (aber „brutal effektive“) Konstruktion eines Menschen, der Völkermord begeht und trotzdem unschuldig bleibt, da für Card allein die Absicht, nicht jedoch die Tat moralisch zu bewerten ist. (Kinder-)Psychologie, Cards Biografie und der anhaltende Erfolg in Amerika insbesondere bei Jugendlichen unterstützen und ergänzen dabei seine Ausführungen.
Vom United States Marine Corps wird Ender’s Game als Lesestoff für Unteroffiziere und Offiziersanwärter empfohlen.

## Bücher dieser Serie
- Ender’s Game (1985), deutscher Titel: Das Große Spiel, Heyne Verlag, München, ISBN 3-453-52096-3
- Speaker for the Dead (1986), deutscher Titel: Sprecher für die Toten, Bastei-Lübbe, Bergisch Gladbach, ISBN 3-404-24103-7

Zweites Buch, inhaltlich jedoch der dritte Teil dieser Serie.
(Die ersten beiden Romane sind in Deutschland auch als Sammelband unter dem Titel Ender, Bastei-Lübbe, Bergisch Gladbach, 1992, ISBN 3-404-24155-X erschienen)
- Xenocide (1991), deutscher Titel: Xenozid, Bastei-Lübbe, Bergisch Gladbach, 1992, ISBN 3-404-24153-3
- Children of the Mind (1996), deutscher Titel: Enders Kinder, Bastei-Lübbe, Bergisch Gladbach, 1998, ISBN 3-404-24240-8
- Ender in Exile (2008), Tor Books, ISBN 978-0-7653-0496-4

Erschien zwar erst nach den zuvor genannten Büchern dieser Serie, schließt inhaltlich jedoch direkt an das erste Buch an (Ender's Game / Das große Spiel) und ist somit der zweite Teil.

## Sonstiges
Das Buch Ender’s Shadow (deutscher Titel Enders Schatten), ebenfalls von Orson Scott Card, beschreibt die gleichen Ereignisse auf der Kampf- und Kommandoschule aus der Sicht des Jungen namens Bohne (Bean), eines der Untergebenen Enders.

## Verfilmung
Im Februar 2012 begannen in New Orleans die Dreharbeiten für die Film-Adaption Ender’s Game unter der Regie von Gavin Hood, der auch das Drehbuch verfasste. Die Hauptrollen spielen Asa Butterfield (Ender Wiggin), Harrison Ford, Sir Ben Kingsley und Abigail Breslin. Der Film wurde von Charoff Productions und Radiant Productions im Auftrag der Summit Filmstudios produziert. Autor Orson Scott Card ist Koproduzent. Den deutschen Verleih übernahm Constantin Film. Der deutsche Filmstart war am 24. Oktober 2013. In den USA, Kanada und Indien kam der Film am 1. November 2013 in die Kinos.

## Hörspielfassung
Orson Scott Card schrieb 2013 eine Hörspielfassung, die parallel zum Kinofilmstart unter dem Titel „Ender’s Game Alive“ bei Audible USA erschienen ist. Eine achtstündige deutsche Umsetzung des gleichen Skripts erschien zeitgleich bei Audible Deutschland unter dem Titel „Ender’s Game – Das ungekürzte Hörspiel“. Ender Wiggin wird von Arne Kapfer, Oberst Graff von Udo Schenk und Mazer Rackham von Erich Räuker gesprochen.